# Inte utan min dotter
Inte utan min dotter (engelska: Not Without My Daughter) är en verklighetsbaserad bok från 1987 skriven av Betty Mahmoody tillsammans med William Hoffer.
Betty Levde ett helt normalt liv i USA tillsammans med sin iranske make Moody och sin dotter Mahtob. 1984, när dottern var fyra år, går Betty motvilligt med på att följa med Moody när han ska hälsa på sin släkt i Iran. De hade en två veckors resa framför sig, men för Betty och Mahtob väntade en evighet i Iran. Moody svor på Koranen att aldrig hålla Betty och Mahtob i Iran mot deras vilja, men det ändrades snabbt när han tog deras pass, deras ägodelar och i stort sett deras liv ifrån dem.
Boken gjordes senare till film med Sally Field i huvudrollen, se Inte utan min dotter (film).